# Şerban Ioan
Şerban Ioan (Rumania, 2 de mayo de 1948) es un atleta rumano retirado especializado en la prueba de salto de altura, en la que consiguió ser medallista de bronce europeo en pista cubierta en 1970.

## Carrera deportiva
En el Campeonato Europeo de Atletismo en Pista Cubierta de 1970 ganó la medalla de bronce en el salto de altura, con un salto por encima de 2.17 metros, tras el soviético Valentin Gavrilov  (oro con 2.20 metros) y el alemán Gerd Dührkop  (plata también con 2.17 metros pero en más intentos).